# Zisterzienserinnenabtei La Cambre

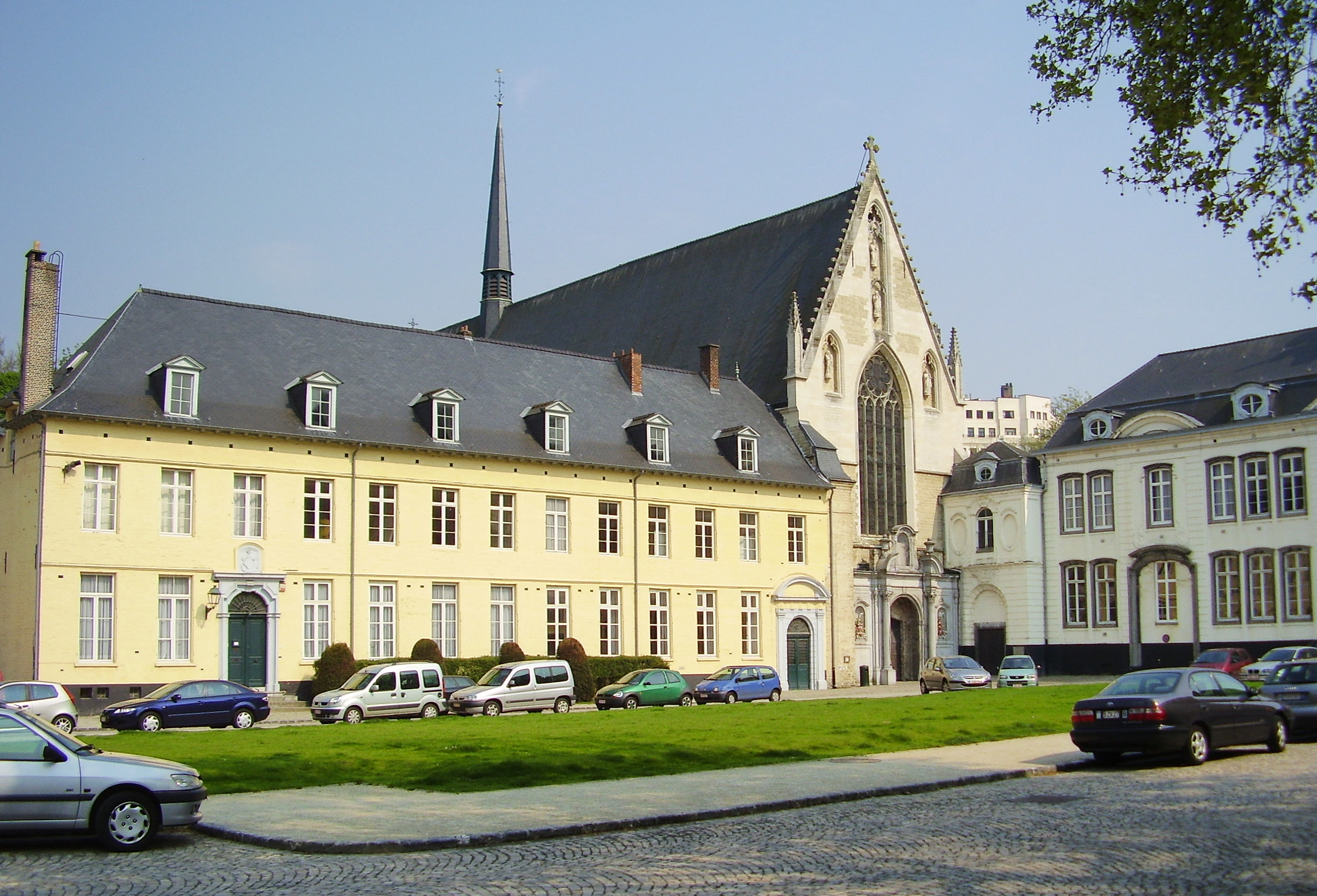
Abtei La Cambre, Ehrenhof

Die Zisterzienserinnenabtei La Cambre (niederländisch: Ter Kameren) war von 1201 bis 1796 ein Kloster der Zisterzienserinnen in Ixelles/Elsene, Region Brüssel-Hauptstadt, in Belgien.

## Geschichte
Heinrich I. von Brabant und seine Frau Mathilde stifteten 1201 an der Quelle der Maelbeek im heutigen Ixelles das Nonnenkloster La Cambre (pikardisch, für französisch chambre, „Marienkammer“), das gut gedieh, im Laufe der Jahrhunderte aber auch viel zu leiden hatte. Die Mystikerin Aleydis von Schaerbeek (* 1225) war von 1232 bis zu ihrem Tod 1249 Nonne in La Cambre. Der heilige Bonifatius von Lausanne starb dort 1261. Im Zuge des Vordringens der Französischen Revolution wurde das Kloster 1796 geschlossen, doch entging es dem vollständigen Abbau. Erhalten sind die gotische Kirche aus dem 14. Jahrhundert, Kreuzgang und Brunnenhaus aus dem 16. und 17. Jahrhundert, sowie der Äbtissinnentrakt aus dem 18. Jahrhundert. Die Bauten beherbergen ein Prämonstratenserkloster (seit 2013) und die Kunst-, Design- und Architekturhochschule La Cambre. Derzeit verkauft eine Brauerei das Bier „Abbaye de/Abdij van La Cambre“ und wirbt mit dem Bild der Klostergründerin. Marc Meganck (* 1975) hat die Abtei zum Schauplatz eines Kriminalromans gemacht: Les dessous de la Cambre (180° Editions, Brüssel 2012).